# Кулик-сорока
Кули́к-соро́ка (лат. Haematopus ostralegus) — крупный кулик с длинным оранжевым клювом и чёрно-белым контрастным оперением. Наиболее распространённый вид небольшого семейства Haematopodidae, куда входят птицы, обитающие в основном на морских побережьях. Распространён в Западной Европе, центральных районах Евразии, на Камчатке, в Китае и на западе Корейского полуострова. Гнездится на песчаных и галечных пляжах морей и крупных внутренних водоёмов. Питается различными беспозвоночными — ракообразными, моллюсками и насекомыми. Пегой окраской оперения напоминает сороку, за что и получил своё русское название. Признана национальной птицей Фарерских островов.
В вид иногда включаются австралийский (Haematopus longirostris) и новозеландский (Haematopus finschi) пегие кулики-сороки, общим признаком которых является белый «клин» — выступающее белое пятно на лопатках. На большей части ареала перелётный вид. Номинативный подвид H. o. ostralegus считается обычным, его численность увеличивается. Материковый (H. o. longipes) и дальневосточный (H. o. osculans) подвиды кулика-сороки включены в Красную книгу России как подвиды, ставшие редкими в результате деятельности человека (3-я категория).

## Описание
В пределах ареала хорошо узнаваемая птица. Крупный коренастый кулик величиной примерно с серую ворону. Длина тела 40—47 см, масса 420—820 г, размах крыльев 80—86 см. В оперении контрастные чёрно-белые тона. У взрослой птицы в брачном наряде голова, шея, верхняя часть груди, передняя часть спины, малые и средние кроющие крыла и окончание хвоста чёрные, с небольшим металлическим блеском. Крылья сверху чёрные с широкой белой поперечной полосой. Остальное оперение — низ, бока, испод крыла, надхвостье и полоса на крыле — белые. Под глазом имеется маленькое белое пятнышко.

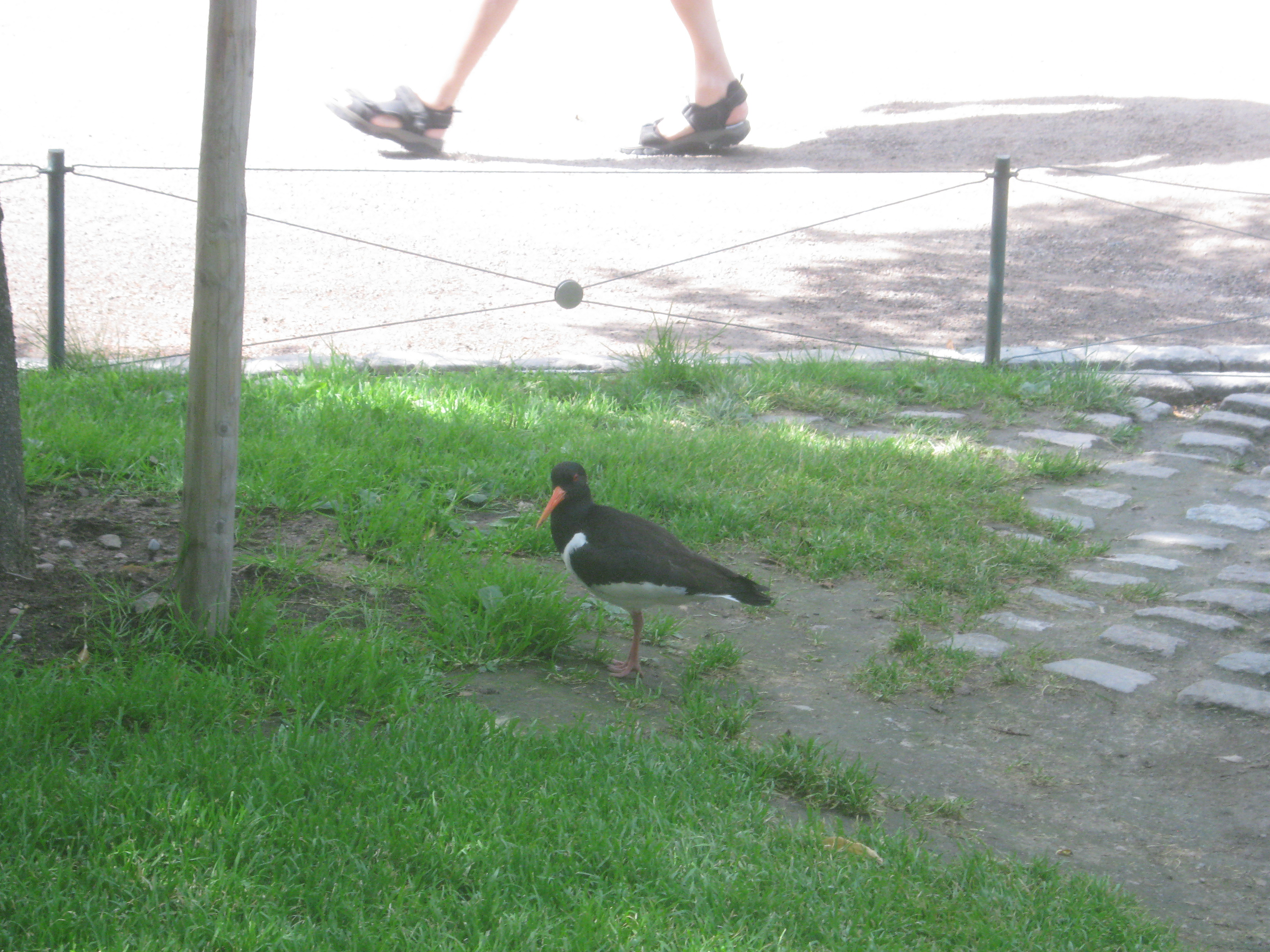
Кулик-Сорока в Хельсинки

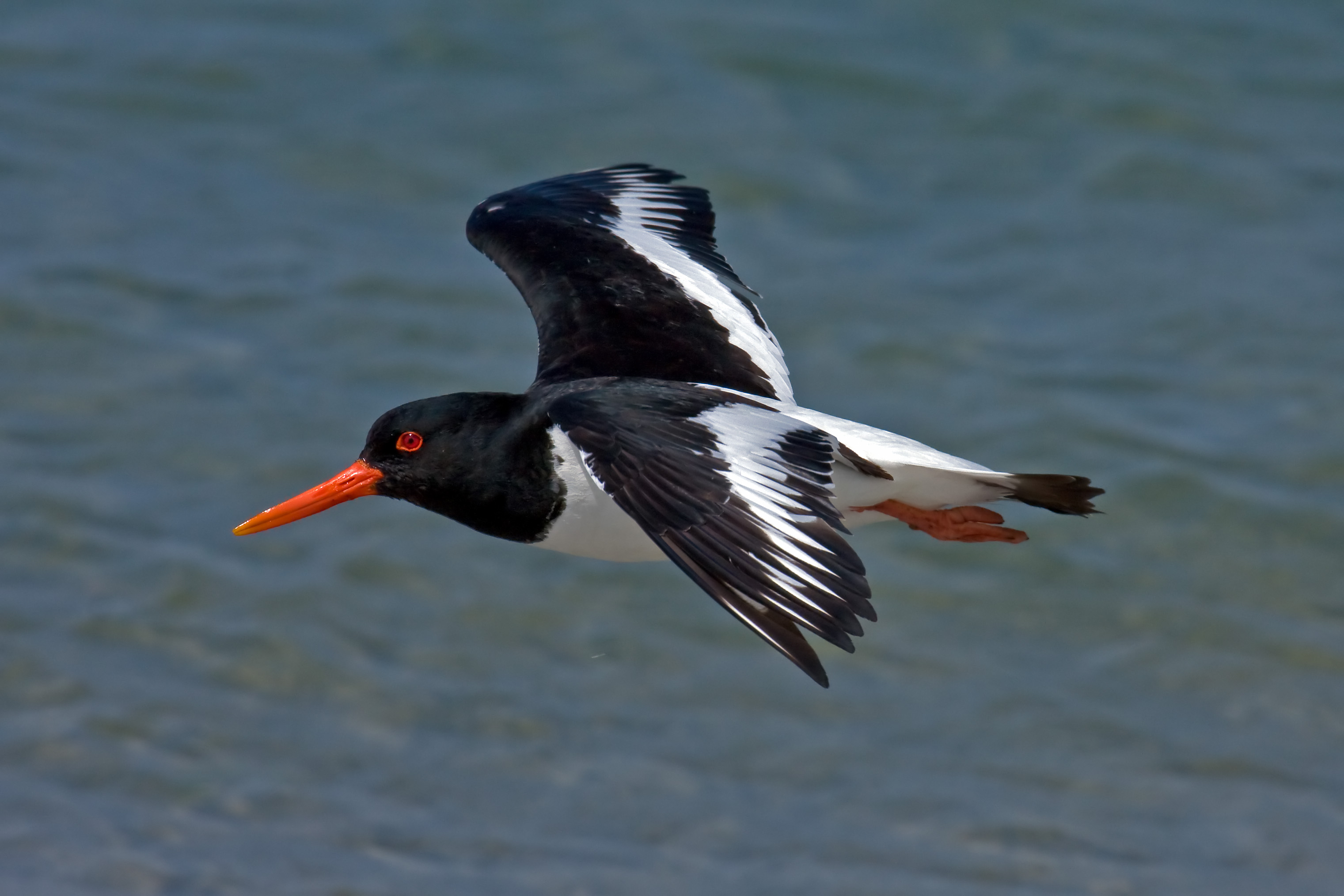
Полёт, вид сбоку

Клюв оранжево-красный, прямой, уплощённый с боков, длиной 8—10 см. Ноги относительно короткие для кулика, розовато-красные. Радужина оранжево-красная. Осенью металлический блеск исчезает, на горле появляется белое пятно в форме полуошейника, кончик клюва темнеет. Самки внешне не отличаются от самцов. У молодых птиц чёрные тона имеют буроватый оттенок, белое горловое пятно отсутствует, клюв тёмно-серый с грязно-оранжевым основанием, ноги бледно-серые, радужина тёмная.
Хорошо бегает и плавает. Полёт прямой, стремительный, с частыми взмахами крыльев, напоминает полёт уток. Суетливая и шумная птица. Основной крик, издаваемый как на земле, так и в воздухе — далеко слышная трель «квирррррр». Во время насиживания издаёт резкое повторяющееся «квиик-квиик-квиик», обычно с опущенным клювом. Последняя песня, часто ускоряющаяся и переходящая в трель, иногда исходит одновременно от обоих членов пары либо от небольшой компактной группы птиц.

## Распространение

### Гнездовой ареал
Выделяют три изолированные друг от друга популяции кулика-сороки, распространённых на территории Евразии. Каждой из этих популяций присвоен статус подвида — птицы отличаются друг от друга размерами, длиной клюва и особенностями окраски оперения. Номинативный подвид H. o. ostralegus (северный кулик сорока) гнездится вдоль морских побережий Европы и Исландии — преимущественно северной Атлантики, но также и в северном Средиземноморье. Наибольшей численности эта популяция достигает на берегах Северного моря, откуда проникает далеко вглубь материка и устраивает свои гнёзда в долинах рек, особенно таких крупных как Рейн, Эмс, Эльба и Везер. Кроме того, встречается на внутренних водоёмах Шотландии, Ирландии, Нидерландов, Швеции, Турции и вдоль арктического побережья России на восток до устья Печоры.

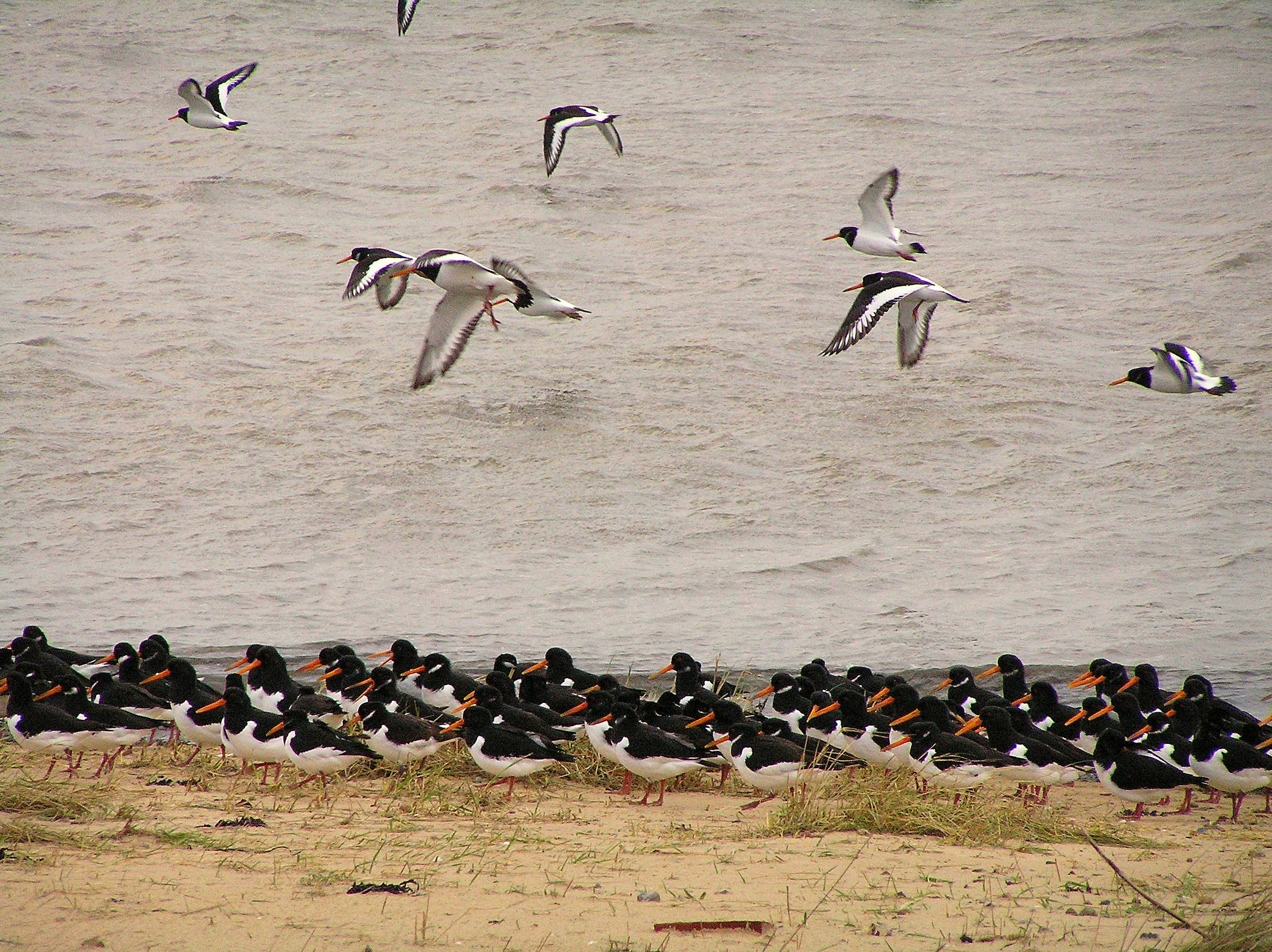
На песчаном пляже Ваттового моря

Подвид H. o. longipes (материковый кулик-сорока) гнездится в Малой Азии, материковой части Восточной Европы и Западной Сибири на восток до Оби и низовьев Абакана. На западе России встречается спорадически, главным образом в долинах крупных рек и их притоках: Дона, Волги, Северной Двины, Десны, Печоры, Оби, Иртыше, Тоболе. Наконец, наиболее восточный подвид H. o. osculans (дальневосточный кулик-сорока) населяет Камчатку, Приморье, западные берега Кореи и северо-восточный Китай. Наподобие многочисленным отмелям Ваттового моря у берегов Нидерландов, Германии и Дании, в Корее птицы гнездятся в аналогичной приливо-отливной зоне Сэмангым, заходя далеко в русла впадающих в Жёлтое море рек.

### Места обитания
Характер пребывания кулика-сороки тесно связан с зонами приливов и отливов, где птица находит себе пропитание. Гнездовой биотоп — мелководные морские побережья, острова, пологие долины крупных рек и берега озёр с относительно широкими каменисто-песчаными, ракушечниковыми или галечными пляжами и отмелями. Также встречается на небольших реках недалеко от мест их впадения в более крупные водоёмы. Изредка устраивает гнездо в сырых лугах, где выбирает места с невысоко растущей травой, а также картофельных полях и намывных территориях песчаных карьеров. Крутых, поросших травой и лесом, а также болотистых берегов избегает.

### Характер пребывания
Как правило, перелётный вид. Только на северо-западе Европы часть птиц зимует в местах гнездовий либо совершает незначительные кочёвки — например, сотни тысяч зимующих куликов можно наблюдать на юго-западе Англии и берегах Ваттового моря, где гнездящиеся здесь птицы смешиваются с прилетающими куликами из Исландии, северных районов Великобритании, Скандинавии и северо-запада России. Другая часть птиц перемещается южнее к берегам Пиренейского полуострова и Южной Европы, а единицы пересекают Средиземное море и достигают Северной Африки. Самым южным государством, где отмечены кулики-сороки, является Гана. Популяции центральной Евразии (подвид longipes) являются дальними мигрантами — места их зимовок находятся в восточной Африке, на Аравийском полуострове и в Индии. Подвид osculans зимует на юго-востоке Китая.
Осенний отлёт начинается вскоре после окончания сезона размножения. В Европе первые кочёвки отмечены в середине июля, однако основная масса покидает места гнездовий в середине августа — сентябре. К местам гнездовий начинает отбывать в конце января, а к концу апреля основная масса птиц уже на местах. Пролётные птицы, как правило, держатся береговой линии и только в отдельных случаях встречаются в глубине материков.

## Размножение

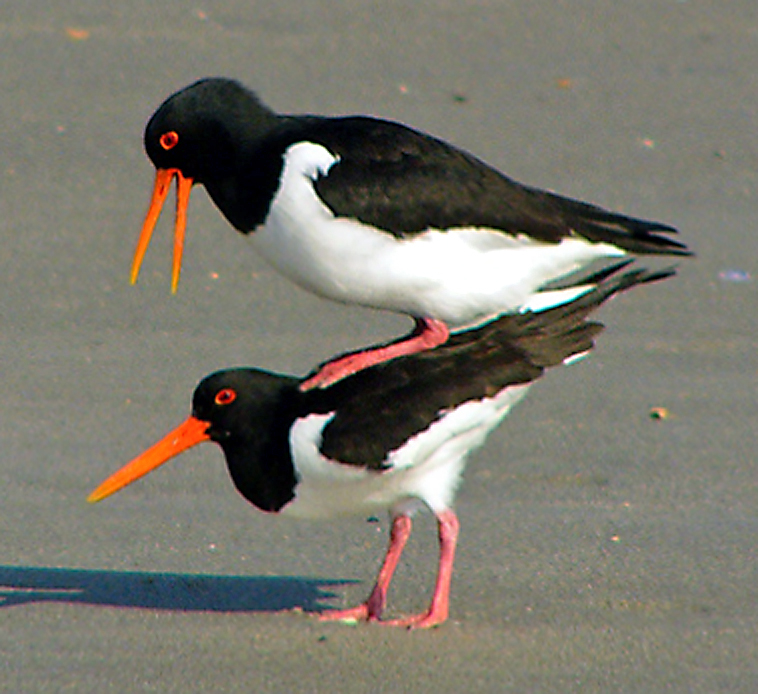
Спаривание

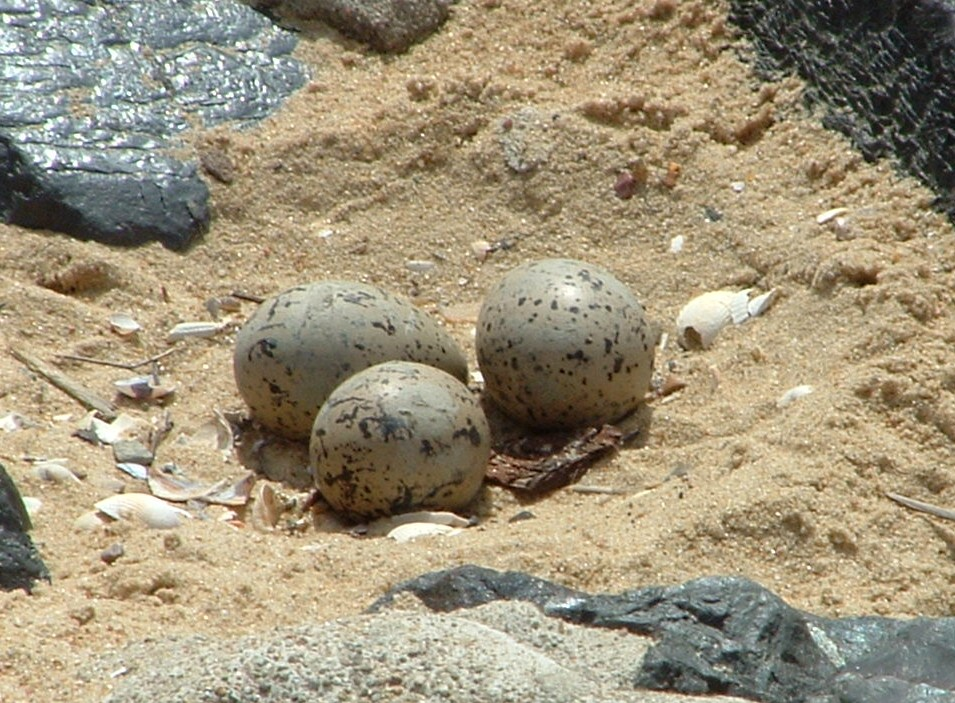
Гнездо с яйцами

Большинство птиц приступает к размножению на четвёртый год жизни и сохраняет эту способность до конца жизни. Моногам, члены пары сохраняют верность друг к другу в течение жизни. Распадание пары, хоть и редко, но всё же случается — это происходит в том случае, если существует конкуренция за самца или подходящую для устройства гнезда территорию, либо если один член пары решил сменить партнёра. К местам гнездовий прилетает во второй половине апреля, при этом часто возвращается на тот же самый гнездовой участок, что и в предыдущий год.
Спариванию всегда предшествует токование — брачная церемония, во время которой самцы ходят по кругу либо летают небольшими группами взад-вперёд, опустив клювы и вытянув шею, при этом в возрастающем темпе напряжённо кричат «кевик… ке-вик… квик, квик, квак, квирррр…». Постепенно стаи птиц распадаются на пары и приступают к обустройству гнезда. Каждая пара имеет свой охраняемый гнездовой участок, однако при большой плотности гнёзда могут располагаться на очень близком расстоянии друг от друга. Гнездо в виде небольшой лунки в песке, мелкой гальке либо изредка в низкорастущем травостое, без подстилки или с редкими травинками или ракушками. Как правило, располагается на небольшой возвышенности, открыто и недалеко от воды. В Сибири иногда занимает старые гнёзда ворон или других птиц. Диаметр лотка 120—130 мм. В кладке обычно 3 яйца, но может быть 2 или 4. Яйца серовато-жёлтые с глубокими матово-серыми пятнами и чёрным крапом, достаточно крупные — (51—62) х (36—54) мм. Насиживают оба члена пары в течение 26—27 дней. В период насиживания гнездо очень уязвимо для хищников, в том числе ворон и чаек, и не оставляется без присмотра родителями. В случае утраты выводка самка откладывает повторно.
Пуховые птенцы в первый же день покидают гнездо, однако первое время неспособны следовать за родителями и самостоятельно добывать себе корм. Они держатся вблизи от гнезда, в то время как родители приносят им пищу в клюве, часто издалека. Подросшие птенцы неплохо плавают и в случае опасности ныряют, проплывая под водой несколько метров. Период выкармливания — около 1,5 месяцев, всё это время птенцы ночуют в гнезде. На крыло становятся примерно через 35 дней — первые лётные птенцы в районе Абакана появляются в первой декаде июля. Отмечено, что выводки, выращенные на внутренних водоёмах и пастбищах, развиваются и становятся самостоятельными значительно быстрее (до 6 недель), нежели те, кто появился на свет на морском берегу. Специалисты объясняют этот феномен тем, что для добывания твёрдой морской пищи (раковин моллюсков и ракообразных) требуется больше энергии и мастерства, чем для более мягких червей и насекомых, обитающих вдали от моря. Максимально известный возраст — 36 лет.

## Питание
Питается разнообразными беспозвоночными — моллюсками, многощетинковыми червями, ракообразными и насекомыми. Редко поедает рыбу. На морских побережьях особую роль в рационе играют мелкие двустворчатые моллюски — сердцевидки (Cardiidae), мидии (Mytilidae), балтийская макома (Macoma balthica) и другие теллиниды (Tellinidae), а также морские блюдечки (Patellidae), литторины (Littorinidae), гидробии (Hydrobiidae), букцинумы (Buccinum undatum). Из ракообразных преобладают балянусы и бокоплавы. В эстуариях и берегах внутренних водоёмов основным кормом становятся земляные черви, насекомые и их личинки (в том числе гусеницы и личинки комаров-долгоножек).
В поисках корма кулик передвигается вдоль берега по мелководью либо на обнажившейся в результате отлива суше, засовывает клюв в воду либо песок, исследует оставшиеся лужи, пространства под камнями. В период размножения часто кормится в непосредственной близости от гнезда, однако периодически перелетает с места на место. Мелкие, до 12 мм в диаметре, раковины заглатываются целиком; более крупные предварительно раскалываются клювом.